# 降扎乡
降扎乡，是中华人民共和国四川省阿坝藏族羌族自治州若尔盖县下辖的一个乡镇级行政单位。

## 行政区划
降扎乡下辖以下地区：
木岔村、格吉村、尼哇村、下山村、热陇村和苟绕村。